# 木幡站 (京阪)
木幡站（日语：／ Kowata eki */?）是位於京都府宇治市木幡，屬於京阪電氣鐵道宇治線的鐵路車站。車站編號為KH74。

## 歷史
- 1913年（大正2年）6月1日 - 京阪宇治線開業，本站同時開業。
- 1943年（昭和18年）10月1日 - 由於公司合併，成為京阪神急行電鐵的車站。
- 1949年（昭和24年）12月1日 - 由於公司分離京阪電氣鐵道的車站。
- 1951年（昭和26年）11月15日 - 改建[1]。
- 1981年（昭和56年）4月6日 - 往宇治方向的站房改建[1]，新設兩台自動售票機[2]，也設置導盲磚[3]。
- 1998年（平成10年）4月 - 上下線各月台設置無障礙坡道[4]。

## 車站構造
此站為側式月台2面2線的地面車站。

### 月台配置
| 月台 | 路線   | 方向 | 目的地                              |
| ---- | ------ | ---- | ----------------------------------- |
| 1    | 宇治線 | 上行 | 往 中書島、淀屋橋、中之島線、出町柳 |
| 2    | 宇治線 | 下行 | 往 宇治                             |

## 使用狀況
- 近年的11月第2個星期二上車人次如下表[5]。

| 年度   | 特定日   |
| 年度   | 上車人次 |
| ------ | -------- |
| 2003年 | 3,438    |
| 2004年 | 3,421    |
| 2005年 | 3,381    |
| 2006年 | 3,236    |
| 2007年 | 3,271    |
| 2008年 | 3,279    |
| 2009年 | 3,244    |
| 2010年 | 3,208    |
| 2011年 | 3,115    |
| 2012年 | 3,126    |
| 2013年 | 3,099    |
| 2014年 | 3,129    |
| 2015年 | 2,970    |
| 2016年 | 2,597    |
| 2017年 | 2,567    |
| 2018年 | 2,600    |

## 車站周邊
周邊為住宅區。
- 願行寺
- 木幡池
- 許波多神社
- 木幡綠道
- 宇治警察署木幡派出所
- 京都醫療少年院
- 京都府道7号京都宇治線
- 京都府立東宇治高等學校
- 宇治市立木幡中學校
- 洛陽第二幼稚園
- 宇治木幡郵局
- 京都動畫第2工作室
- 松殿山荘

## 相鄰車站
京阪電氣鐵道
 宇治線
六地藏（KH73）－木幡（KH74）－黃檗（KH75）

## 外部連結
- 木幡 - 京阪電氣鐵道